# 계옹
계옹(季雍, ? ~ ?)은 중국 후한 말의 무장으로, 기주(冀州) 청하국(淸河國) 사람이다.

## 생애
본래 원소(袁紹)를 섬겼으나, 배반하고 공손찬(公孫瓚)에게 갔다.
이에 원소는 주령(朱靈)을 보내 계옹이 지키는 성을 공격하였다. 당시 주령의 가족들이 성 안에 있었고, 공손찬은 주령의 어머니와 동생을 성 위로 보내 주령을 부르도록 하였다. 그러나 주령은 눈물을 흘리며 말하였다.
| “ | 장부가 한 번 세상에 나온 이상, 어찌 가족들을 돌아보겠는가! | ” |

주령은 계옹을 공격하여 그를 사로잡았으나, 주령의 가족들은 모두 살해당하였다.